# Кох, Вильгельм (министр)
Вильге́льм Кох (нем. Wilhelm Koch; 3 марта 1877 — 7 марта 1950) — немецкий политик времён Веймарской республики, министр транспорта.

## Биография
По окончании школы в своей деревне Дёнгес, Кох отправился получать столярную профессию в Зальцунген. В 1897 после сдачи соответственного экзамена получил звание подмастерья. В 1899-м году, отправился на военную службу, устроившись унтер-офицером медико-санитарной службы в 69-й Рейнский пехотный полк. В дальнейшем, несколько лет работал столяром в разных городах. Одновременно повышал квалификацию, занимаясь на экономических и социальных курсах. С 1905 года принимает активное участие в профсоюзном движении, так с 1908 по 1913 он работает в лютеранском Рабочем секретариате в Хагене, так назывались консультационные центры, в которых оказывалась помощь трудящимся по правовым вопросам. А с 1913 по 1921 год Кох занимает должность руководителя немецкого союза работников госпредприятий. Кроме того, тогда же он был редактором газеты «Госслужащий» (нем. «Der Staatsarbeiter»). С августа 1914 по июль 1917 — солдат на фронтах Первой мировой войны.

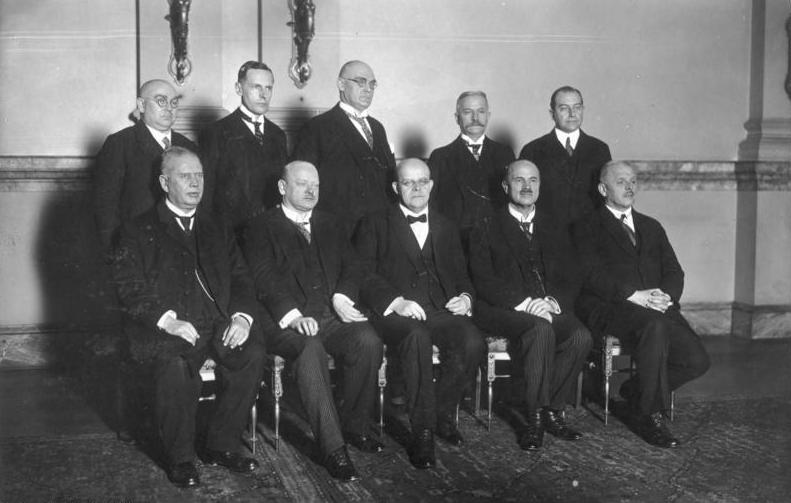
2 февраля 1927 г.
4-й кабинет Вильгельма Маркса.
Вильге́льм Кох в верхнем ряду, первый слева

Во времена Веймарской республики Кох был председателем международной лютеранской ассоциации рабочих и служащих, вторым председателем Генерального союза работников лютеранских ассоциаций Германии, а также председателем лютеранской ассоциации рабочих в прусских провинциях Рейнланд и Вестфалия. В 1933-м он занял пост управляющего делами театра Талия в Вуппертале-Эльберфельде.

## Депутат, министр
С 1919 по 1924-й, Кох — депутат городского совета города Эльберфельд. В 1919/1920 — участник Веймарского учредительного собрания. На выборах в рейхстаг в июне 1920 года вошёл в состав депутатов парламента, среди которых и находился до ноября 1933 года.
1 февраля 1927 Кох вошёл в состав правительства Вильгельма Маркса. Ему была отведена должность министра транспорта. Однако после формирования новой коалиции СДПГ, ННП, НДП, Центр и БНП он ушёл в отставку вместе с остальными членами четвёртого кабинета Маркса.